# Биогеохимия
Биогеохимията (от старогръцки: „биос“ – живот, „гео“ – Земя, „химеа“ – химия) обхваща химични, биологични и физични процеси, които полагат основите на строежа и на функциите на екосистемите и на ландшафтите (известни в българската литература и като природно-териториалните комплекси). Биогеохимията е едно интердисциплинарно научно направление, чиято тематика обхваща всички геосфери – биосфера, педосфера, атмосфера и литосфера. В частност биогеохимията изследва кръговрата на химичните вещества, като въглерод и азот, както и техните взаимодействия и взаимозависимости с живото вещество в пространството и времето. Главният фокус пада върху химичните кръговрати, които са или задвижени, или повлияни от биологична активност. Особен акцент се поставя на изучаването на кръговрата на въглерода, азота, сярата и фосфора.

## История
За основоположник на биогеохимията се счита руският учен Владимир Вернадски. В началото на XX век се занимава с химичния състав на органичното вещество, с протичането и въздействието на геохимичните процеси, които участват в организмите. В книгата си „Биосферата“ от 1926 г. представя Земята като едно живо цяло. Разграничава три сфери, като всяка сфера е понятие, подобно на това за фазовото пространство. Забелязва, че всяка притежава своите собствени закони за еволюцията и че сферите на по-високо ниво се модифицират и доминират общия закон:
1. Абиотична сфера – цялата нежива енергия и материални процеси
2. Биосфера – живите процеси, които живеят паралелно с абиотичната сфера
3. Ноосфера – сферата на разума; сферата на човешките когнитивни процеси

Антропогенната дейност (в т.ч. земеделие и индустрия) променя живата и неживата природа. В съвременния свят влиянието, което хората оказват върху една или две сфери е сравнимо с геоложката сила на Земята.
На американския геохимик и лимнолог Джордж Евелин Хъчинсън се преписва обособяването на новата дисциплина и формулирането принципите ѝ.
В края на 60-те години на ХХ век геохимикът Джеймс Ловлок развива заедно с еволюционната биоложка Лин Маргулис Хипотезата „Гея“ (древногръцката богиня на Земята), според която живите и неживите компоненти на природната среда се явяват един саморегулиращ се организъм, като по този начин се регулира състава на атмосферата и се стабилизира климата. Тази теория се подкрепя и от биологичните взаимозависимости.
Чрез различни проблеми на околната среда през 80-те години на XX век обществеността обръща повече внимание и на биогеохимичните изследвания. Чрез детайлно проучване на веществения състав на екосистемите човекът се надява на основополагащи разкрития за функционирането и контрола върху тях, и по този начин да намери по-добро разбиране на причините за създалите се проблеми.
През 90-те години на XX век и в началото на хилядолетието се развиват множество модели за симулиране на биогеохимични процеси и взаимовръзки в екосистемите. Типичен пример е разбирането на връзката седимент – океан като една биогеохимична система.
В последно време се развива и идеята за геоинженерство като част от биогеохимията. Терминът се отнася до съображения за технически интервенции в геохимичните цикли, като например забавяне на климатичните промени или окисляване на океаните.

## Връзки с други науки
Биогеохимията осъществява тесни връзки със следните науки и научни направления:
- Науки за атмосферата
- Биология
- Екология
- Геомикробиология
- Химия на околната среда
- Геология
- Океанология
- Почвознание

Много изследователи разглеждат основни биогеохимични цикли на химични елементи като въглерод, кислород, азот, фосфор и сяра, както и на техните стабилни изотопи. Кръговратите на разсеяните елементи като метали и радиоактивни такива също подлежат на изследване. Проблеми, свързани с нефтени разливи, проучвания на рудни находища и замърсяване на околната среда от всякакъв род също са обект на изследване на биогеохимиците. Основни полета на работа са:
- Моделиране на природни системи
- Окисляване на почвени и водни среди
- Еутрофикация
- Задържане на въглерод
- Поддържане и регулиране на околната среда
- Глобални промени
- Климатични промени
- Биогеохимично проучване на руди
- Химия на почвата